# Tillandsia maya
Tillandsia maya är en gräsväxtart som beskrevs av Ivón Mercedes Ramírez Morillo och Germán Carnevali. Tillandsia maya ingår i släktet Tillandsia och familjen Bromeliaceae. Inga underarter finns listade i Catalogue of Life.